# Oleksiivka, Krînîcikî
Oleksiivka (în ucraineană Олексіївка) este un sat în așezarea urbană Bojedarivka din raionul Krînîcikî, regiunea Dnipropetrovsk, Ucraina.

## Demografie
Componența lingvistică a localității Oleksiivka
     Ucraineană (90,13%)
     Rusă (8,58%)
     Alte limbi (0,43%)
Conform recensământului din 2001, majoritatea populației localității Oleksiivka era vorbitoare de ucraineană (90,13%), existând în minoritate și vorbitori de rusă (8,58%).